# Керрі (графство)
Керрі (англ. Kerry, ірл. Ciarraí) — графство на південному заході Ірландії. На території графства розташовується найвища точка острову Ірландія — Каррантухіл, популярна серед туристів вершина, висота якої становить 1038 метрів над рівнем моря.

## Адміністративний поділ
Входить до складу провінції Манстер на території Республіки Ірландії. Столиця і найбільше місто — Тралі.
Частина графства (півострів Дінгл) є гелтахтом категорії А, тобто регіону, де позиції ірландської мови є одними із найсильніших у Ірландії.

## Найбільші населені пункти
- Тралі (23,693)
- Кілларні (14,219)
- Лістовел (4,823)